# 大沢重憲
大沢 重憲（おおさわ しげのり、1905年1月2日 - 没年不明）は、日本の陸上競技（短距離走）選手。
1928年アムステルダムオリンピックに、男子400メートルリレー走で出場した。  

## 生涯
島根県出身。
1927年（昭和2年）、第8回極東選手権競技大会（上海）に 200mLH で参加（4位）。
早稲田大学在学中の1928（昭和3年）、アムステルダムオリンピックに、男子400メートルリレー走で出場した（井沼清七・大沢重憲・南部忠平・相沢巌夫）。1929年（昭和4年）には、日本学生陸上競技対校選手権大会の100m走・200m走で優勝。また同年には日本陸上競技選手権大会の200m走で優勝した。1929年11月3日、神宮競技大会に出場し200m走で21秒6を記録、これは当時の日本記録に並ぶものであった。